# 小湊鉄道線
小湊鉄道線（こみなとてつどうせん）は、千葉県市原市の五井駅から同県夷隅郡大多喜町の上総中野駅までを結ぶ小湊鉄道の鉄道路線である。房総半島の東京湾沿岸（内房）から内陸部を結び、路線の大半が市原市内に属する。
「鉄」の字に旧字体を用いた「小湊鐵道線」と表記される場合もあるが、『鉄道要覧』における正式線名は登記上の商号と同様、新字体表記の「小湊鉄道線」である（「小湊鉄道#社名」も参照）。

## 概要
非電化・単線の路線で、首都圏にありながら、駅舎・機関庫・車両などに古くからの雰囲気を残しており、2018年（平成30年）には「小湊鉄道とその沿線の景観」が千葉県により、「ちば文化遺産」の一つ（広域）に選定された。
養老渓谷駅 - 上総中野駅間の板谷隧道（トンネル）は千葉県内の鉄道の最高地点になっている。
踏切には電鈴式踏切警報機が残っている。また、警報機・遮断機がない第4種踏切が51か所残っている。ATSによる自動閉塞式区間は五井駅 - 上総牛久駅間のみの路線全体の41.9 %に限られている。

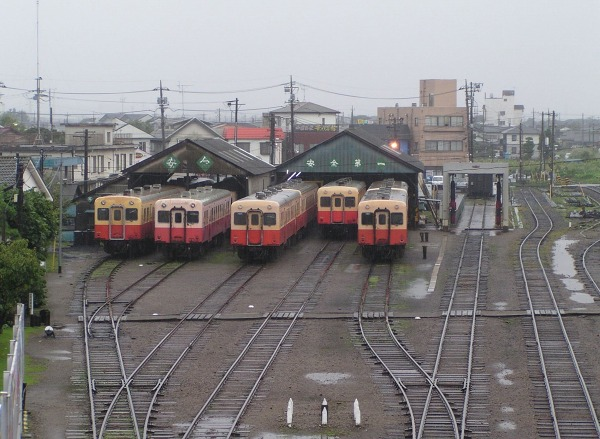
五井機関区
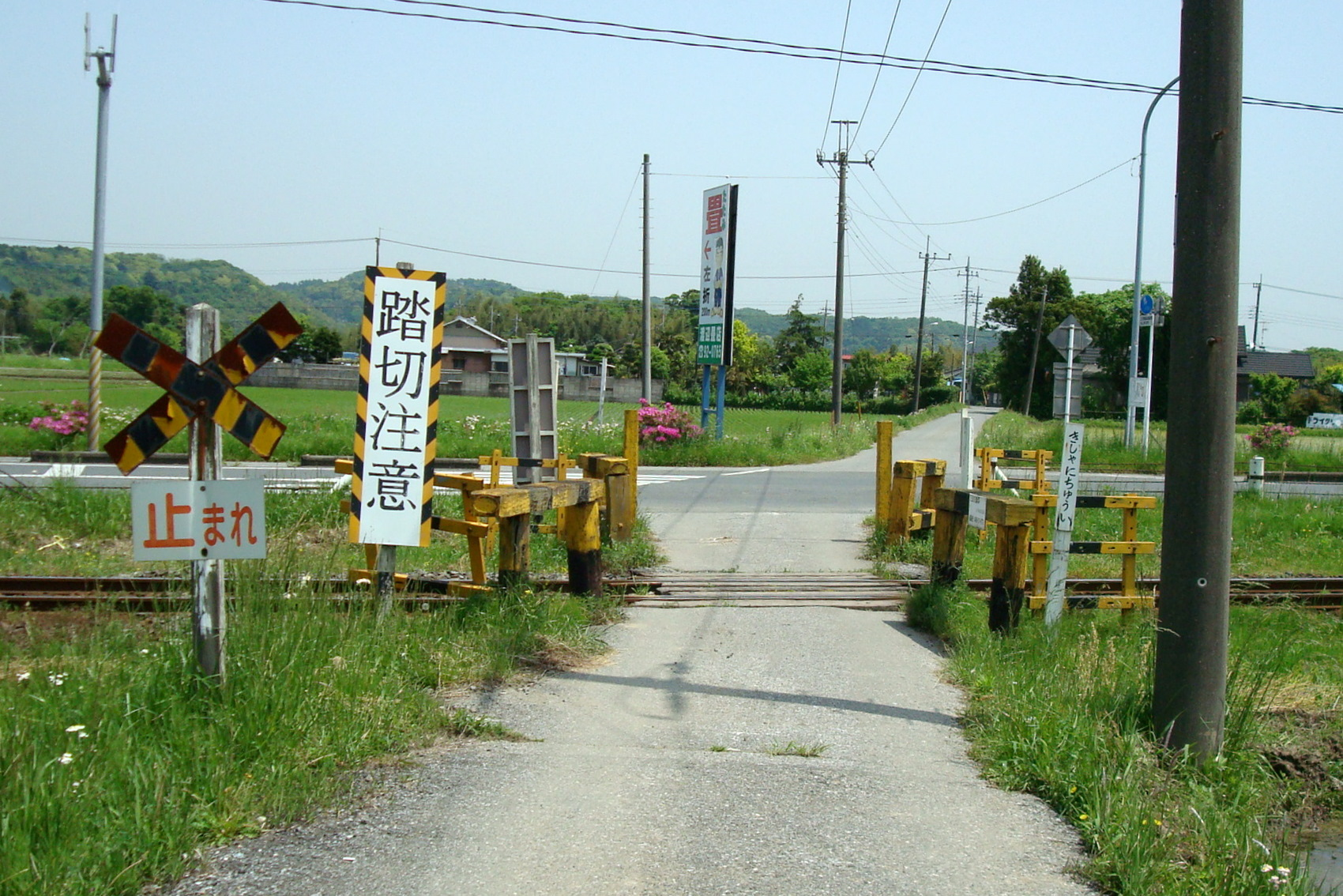
第4種踏切（三反目踏切）
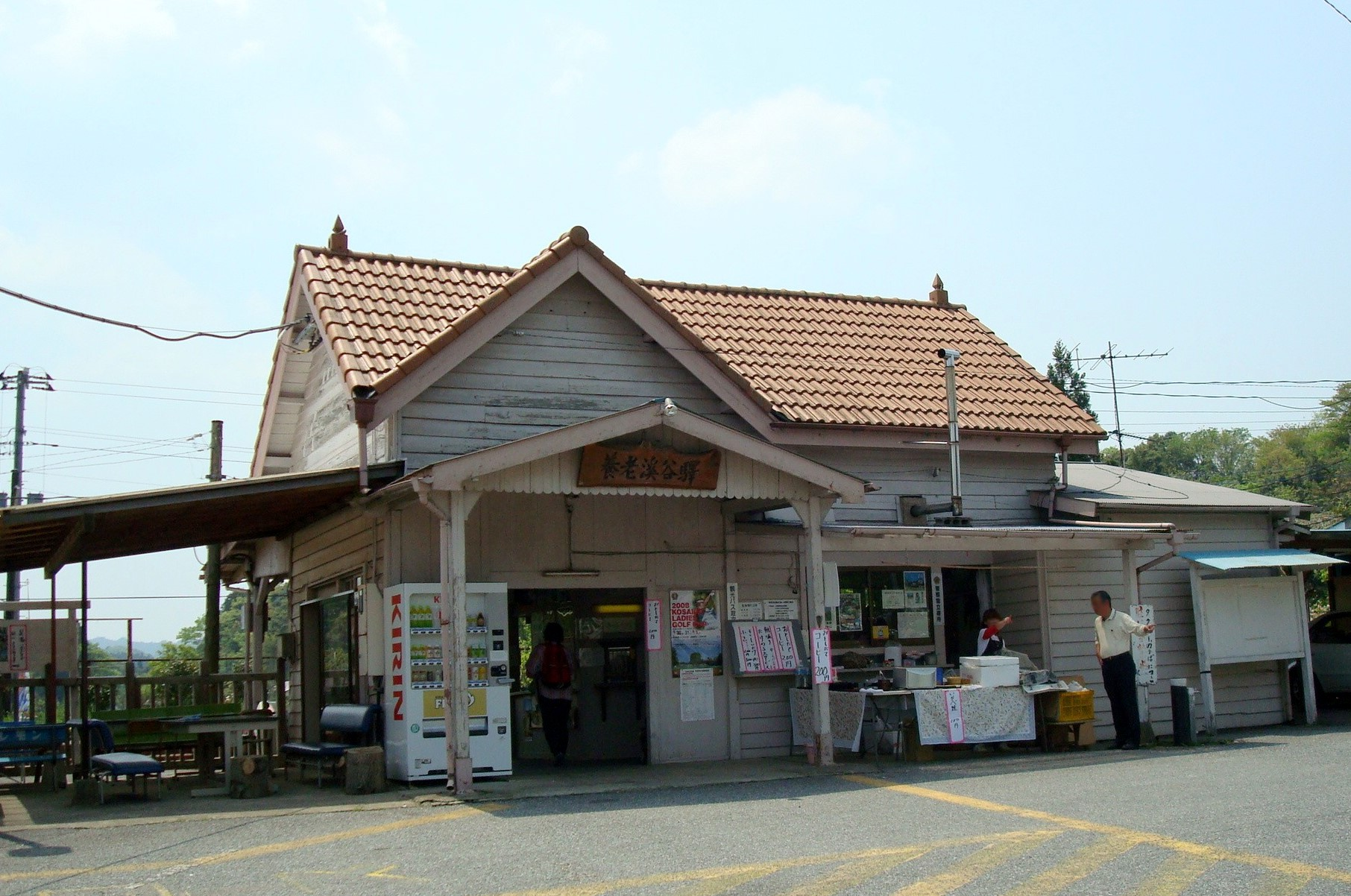
主要駅の一つ養老渓谷駅

1990年代後半からの10年間で乗客が急減した。2000年代に入ると減少幅がやや緩やかになったが、やはり乗客は減少傾向にある。
合理化により、2002年（平成14年）に里見駅が、2005年（平成17年）に上総山田駅がそれぞれ無人駅となった。2013年（平成25年）にそれまで曜日・時間を限って営業をしていた上総村上駅・海士有木駅・上総三又駅・馬立駅の各駅が無人化され、自動券売機が置かれた。また同年、里見駅は交換設備の使用再開に伴って再び駅員が配置され有人駅となった。
駅係員の合理化が進む一方で車掌は全列車に乗務しており、無人駅では各駅ごとに検札・集札を行い、無人駅から乗車券を持たずに乗車した旅客には車内で切符（パンチ式車内補充券）を発売する。国土交通省関東運輸局の2005年（平成17年）業務監査報告書によると、将来ワンマン運転を実施する計画としていた。「平成26年度の業務監査実施結果及び監査所見に対する回答」（2014年）にはワンマン運転の表記はない。
2015年（平成27年）からは、外観をコッペル製C型蒸気機関車（4号機関車）に似せたディーゼル機関車が牽引するトロッコ列車「房総里山トロッコ」を週末に運行し、通勤・通学以外の観光客利用を図っている。
運賃設定は、2019年（令和元年）10月時点で10 km/420円・40 km/1,440円である。なお、往復割引乗車券（1割引）が全駅間で設定されている。また、1日乗車券が2,000円で発売されており、さらにいすみ鉄道と共同で、五井駅 - 上総中野駅 - 大原駅間の片道のみ乗車でき（折り返し乗車は不可）、途中下車が可能な「房総横断乗車券」が2,000円で発売されている。
いすみ鉄道いすみ線との乗り換え駅である上総中野駅では両線の線路が繋がっているものの、直通運転は行われていない。いすみ鉄道社長をかつて務めた鳥塚亮は小湊鉄道線への乗り入れに意欲的な姿勢を示していたが、実現しないまま退任している。その後、公募で2018年に社長に就いた古竹孝一は「費用がかかるので今はまだ夢」と語っている。
「平成26年度の業務監査実施結果及び監査所見に対する回答」（2014年）によれば、他鉄道事業者・路線との乗継割引や直通運転はしていない。また、同社の路線バス（小湊鉄道バス）で一部導入しているPASMO等の交通系ICカードも鉄道線では導入しておらず、その予定もないと回答している。一方で2022年（令和4年）2月には、ジョルダンのスマホアプリ「乗換案内」を利用したモバイルチケットサービスを導入している。
バリアフリー法に基づき2020年（令和2年）までにバリアフリー化を進める対象である利用者1日3,000人以上の駅は存在しないが、路線中の11駅は段差が解消されており、五井駅に関しては「市原市バリアフリー基本構想」を策定して視覚障害者誘導用ブロックの設置を検討している。また、障害者等の移動対処は駅員が行うと回答している。

### 路線データ
- 管轄（事業種別）：小湊鉄道（第一種鉄道事業者）
- 路線距離（営業キロ）：39.1 km[2][1]
- 軌間：1067mm[1][2]
- 駅数：18駅（起終点駅含む[2]
- 複線区間：全線単線[1]
- 電化区間：全線非電化
- 閉塞方式：自動閉塞式（五井駅 - 上総牛久駅間）、票券閉塞式（上総牛久駅 - 里見駅間）、スタフ閉塞式（里見駅 - 上総中野駅間）
  - 交換可能駅：7（上総村上駅、海士有木駅、上総山田駅、光風台駅、馬立駅、上総牛久駅、里見駅）[注釈 1]
- 車両基地：五井機関区
- IC乗車カード対応区間：なし

## 歴史
当初は、房総半島を横断して太平洋側（外房）に位置する千葉県安房郡小湊町（現在の鴨川市の一部）を目指して着工された。工事は大日本帝国陸軍鉄道連隊の鉄道敷設訓練の一環としての性格もあった。
1917年（大正6年）に会社を設立したが建設資金調達に苦心し、伝を頼り安田善次郎に出資を依頼するため陳情団が東京市を訪れる。安田は利益を上げる見込みのないローカル線への出資を承諾し、1924年（大正13年）には安田財閥の持株比率が6割を超える。安田財閥の資金を元に、同年ボールドウィン社より蒸気機関車を2台（1号・2号）を購入、翌年の運転に備えた。このとき購入した機関車は、1号車（拓本番号57776）、2号車（拓本番号57777）ともに五井駅に保存、展示されている。
1925年（大正14年）3月7日に五井駅 - 里見駅間で開業。1926年（大正15年）9月1日に里見駅 - 月崎駅間、1928年（昭和3年）5月16日に上総中野駅までの全線が開通した。その後も同年の5月22日には上総中野駅から先の延伸工事のため建設にあたった鹿島組が出張所を西畑村に移転している。また、1928年（昭和3年）から1929年（昭和4年）には終点として想定されていた小湊駅（現在の安房小湊駅付近に設置される予定だった）近辺の工事も一部着手されていた。しかし、1934年（昭和9年）に国有鉄道木原線（現・いすみ鉄道いすみ線）が上総中野駅まで延伸することがわかり、小湊までの開通は断念された。
1926年（大正15年）時点には、従業員130名を抱え、蒸気機関車2台のほかに予備の機関車1台、客車6両、貨車19両の車両構成で、一日平均930人の乗降客があった。
太平洋戦争下の1942年（昭和17年）12月、本鉄道は京成電気軌道系列の企業となる。『京成電鉄五十五年史』には、本鉄道が京成電気軌道系列に入ってきた、とされているが、『安田保善社とその関係事業史』では、当局の要請により仕方なく営業譲渡した、とされている。
また、1950年代には沿線でのニュータウン開発に伴う増収を見込んで海士有木駅より、県庁所在地の千葉市にある本千葉駅へ至る路線が計画されていた。
1963年（昭和38年）と1964年（昭和39年）の夏には、国鉄千葉駅 - 養老渓谷駅間の直通列車が運行された。千葉駅 - 五井駅間は当時非電化だった内房線（当時は房総西線）の気動車に併結運転された。

### 年表
- 1913年（大正2年）11月26日：小湊鉄道に対し鉄道免許状下付（市原郡五井町-安房郡湊村間）[20]。
- 1916年（大正5年）3月6日：資本金を150万円に変更（認可）[21]。
- 1925年（大正14年）3月7日：五井駅 - 里見駅間が開業[22]。
- 1926年（大正15年）9月1日 里見駅 - 月崎駅間が開業[23]。
- 1927年（昭和2年）2月25日：上総村上駅が開業。
- 1928年（昭和3年）5月16日：月崎駅 - 上総中野駅間が開業[24]。内燃動力併用開始。
- 1932年（昭和7年）11月20日：上総三又駅が開業。
- 1933年（昭和8年）4月10日：上総久保駅が開業。
- 1936年（昭和11年）10月28日：鉄道免許取消（1913年11月26日免許 夷隅郡西畑村（上総中野）-安房郡小湊町（安房小湊）間 指定ノ期限マテニ工事竣工セサルタメ）[25]。
- 1939年（昭和14年）：西広駅、二日市場駅、佐是駅が開業。
- 1944年（昭和19年）8月5日：西広駅、二日市場駅、佐是駅を廃止。
- 1953年（昭和28年）4月1日：上総川間駅が開業。
- 1954年（昭和29年）12月1日：養老川駅を上総山田駅に、朝生原駅を養老渓谷駅に改称。
- 1957年（昭和32年）12月27日：本千葉駅 - 海士有木駅間の地方鉄道業免許を取得。
- 1958年（昭和33年）1月1日：鶴舞町駅を上総鶴舞駅に改称。
- 1962年（昭和37年）3月21日：蒸気機関車を全廃。ディーゼルカーに統一。
- 1967年（昭和42年）4月1日：里見駅 - 上総中野駅間の貨物営業を廃止。
- 1969年（昭和44年）10月1日：五井駅 - 里見駅間の貨物営業を廃止。
- 1973年（昭和48年）12月8日：五井駅 - 上総牛久駅間を自動閉塞化。
- 1975年（昭和50年）12月20日：本千葉駅 - 海士有木駅間の地方鉄道業免許を千葉急行電鉄に譲渡。
- 1976年（昭和51年）12月23日：光風台駅が開業。開業3日で一時トラブルで設置とりやめ（廃止）となるも、すぐに営業再開。[要出典]
- 1988年（昭和63年）
  - この年：高滝ダム工事に伴い、上総久保駅 - 高滝駅間の線路付け替えを実施。一号トンネルが廃止。
  - 3月13日：養老渓谷駅 - 上総中野駅間をスタフ閉塞に変更[26]。
- 1995年（平成7年）2月1日：五井駅 - 上総牛久駅間に自動列車停止装置（ATS）設置。
- 1998年（平成10年）9月16日：里見駅の交換設備廃止。上総牛久駅 - 養老渓谷駅間もスタフ閉塞に変更。
- 2006年（平成18年）
  - 3月18日：夜の1本を里見駅までの運行に短縮。
  - 4月12日：集中豪雨で土砂が流出した影響により養老渓谷駅 - 上総中野駅間が不通となり、全面運休。
  - 6月19日：運行再開。
- 2013年（平成25年）
  - 3月16日：里見駅の交換設備の使用を再開（スタフ閉塞区間は里見駅 - 上総中野駅間となる）。馬立駅、上総村上駅、海士有木駅の無人化。西広駅の復活を検討[要出典]。
  - 10月16日：台風26号の影響で、馬立駅 - 上総牛久駅間の鉄橋下にて土砂流出、月崎駅や上総中野駅方面での土砂崩壊や倒木等のため、全線で運休。
  - 10月20日：五井駅 - 養老渓谷駅間の運行を再開[27]。養老渓谷駅 - 上総中野駅間については代行バスによる乗客輸送が行われた[28]。
- 2014年（平成26年）3月20日：台風26号の影響により不通となっていた養老渓谷駅 - 上総中野駅間の運行を再開[29][30]。
- 2015年（平成27年）
  - 9月10日 関東・東北豪雨の被害により上総牛久駅 - 上総中野駅間が不通となる[31][32]。
  - 9月11日：上総牛久駅 - 里見駅間の運行を再開[32]。里見駅 - 上総中野駅間で代行バスを運行[33]。
  - 9月16日：里見駅 - 月崎駅間の運行を再開[34]。それに伴い代行バス運行区間が月崎 - 上総中野間になる[35]。
  - 10月24日：月崎駅 - 上総中野駅間の運行を再開[36]。
  - 11月15日：トロッコ列車「里山トロッコ」が上総牛久駅 - 養老渓谷駅間で運行開始[37]（2019年に「房総里山トロッコ」と改称[38]）。
  - 11月20日：「里山トロッコ」が走行中に機関車のサイドロッドが損傷。小湊鉄道は事故原因が判明するまで「里山トロッコ」の運行を当面休止すると発表[39]。
- 2016年（平成28年） 登録有形文化財指定を受けた第四養老川橋梁

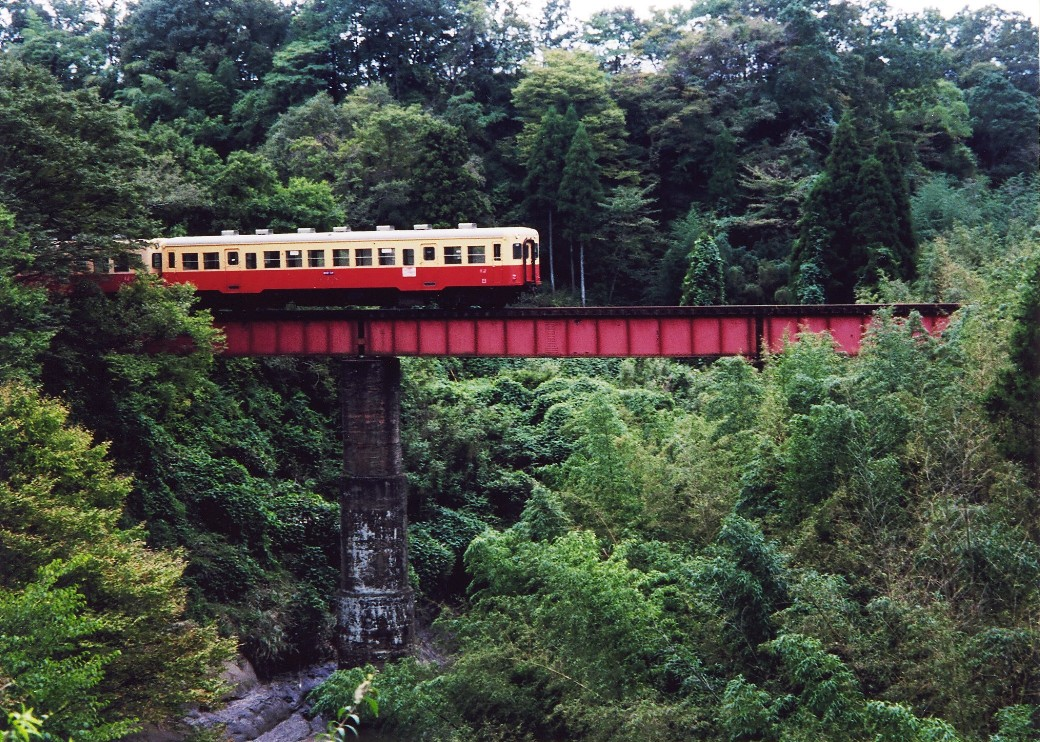
登録有形文化財指定を受けた第四養老川橋梁

  - 3月18日：「里山トロッコ」の運行を再開[40]。
  - 11月18日：小湊鉄道線の施設が国の登録有形文化財に登録するよう答申される[41][注釈 3][42]（翌年5月2日に登録[43]）。
- 2017年（平成29年）10月4日：公益財団法人日本デザイン振興会が主催する2017年度グッドデザイン賞を受賞。
- 2019年（令和元年）
  - 7月 - 8月：週末の五井駅午前7時16分発トロッコ列車で朝食を提供（石井食品などが協力）[44]。
  - 9月9日：房総半島台風（台風15号）により始発より全線で運休。倒木などの被害が発生[45][46]。
  - 9月13日：五井駅 - 上総山田駅間が運転再開[46]。
  - 9月17日：上総牛久駅 - 里見駅間が運転再開[46]。
  - 9月18日：上総山田駅 - 上総牛久駅間が運転再開[46]。
  - 9月21日：始発より全線で運転を再開[47][48]。
  - 10月25日：この日発生した大雨により全線運休。上総牛久駅以北は翌26日運転再開[49][50]。
  - 11月18日：上総牛久駅 - 里見駅間が運転再開[49][50]。
  - 12月28日：里見駅 - 月崎駅間が運転再開[50][51]。
  - 12月30日：月崎駅 - 養老渓谷駅間が運転再開[50][51][52]。
- 2020年（令和2年）
  - 1月27日：養老渓谷駅 - 上総中野駅間が運転再開し、全線復旧[53][54]。
  - 10月11日：台風14号による土砂流出のため養老渓谷駅 - 上総中野駅間が運休。バスによる代行輸送を実施[55]。
  - 12月16日：養老渓谷駅 - 上総中野駅間が運転再開し、全線復旧[56][57]。
- 2021年（令和3年）
  - 7月4日：前日に降った集中豪雨の影響により光風台駅 - 上総牛久駅間、里見駅 - 上総中野駅間が運休。バス・タクシーによる代行輸送を実施。
  - 8月21日：里見駅 - 上総中野駅間運転再開[58]。
  - 10月18日：光風台駅 - 上総牛久駅間が運転再開し、全線復旧[59]。
- 2022年（令和4年）2月11日：上総牛久駅で回送列車が脱線。この影響で上総牛久駅 - 上総中野駅間が運休[60]。翌12日より代行バスが運転。
- 2023年（令和5年）
  - 9月8日：台風13号接近による大雨で、土砂流入や斜面崩壊などの被害が発生し、里見駅 - 上総中野駅間が不通となる[61]。
  - 9月16日：里見駅 - 月崎駅間が運転再開[61]
  - 11月23日：月崎駅 - 上総中野駅を含む全線通しの運行を、週末・祝日に限定して再開（平日は工事）[62]。

## 運行形態
全区間で平日ダイヤと土曜・休日ダイヤが異なる。
運転頻度は五井駅 - 上総牛久駅間で1時間あたりラッシュ時が2 - 3本、日中時間帯は1 - 2本。上総牛久駅 - 里見駅・養老渓谷駅・上総中野駅間は1日を通して1 - 2時間に1本程度である。五井駅 - 上総牛久駅間の区間列車が半数以上を占め、養老渓谷駅・上総中野駅を発着する列車は少ない。特に、養老渓谷駅 - 上総中野駅間は2023年3月18日改正ダイヤで平日は1日7往復、土曜・休日は1日6往復で、千葉県内で最も列車の本数の少ない区間である。日中時間帯は1 - 2両、朝夕ラッシュ時が2 - 4両 で運転される。
車両は後述の「房総里山トロッコ」以外の一般列車にはキハ200形気動車および、2021年春からは、東日本旅客鉄道（JR東日本）から譲り受けたキハ40形気動車を使用している。
五井駅 - 上総牛久駅間は、千葉市・東京方面への通勤・通学客が多い。上総牛久駅 - 上総中野駅間は観光客が主な乗客であり、多客期は増発・増結が行われる。
貸切列車の運行にも応じており、車内で生演奏に合わせて歌う「歌声列車」などが運行されている。

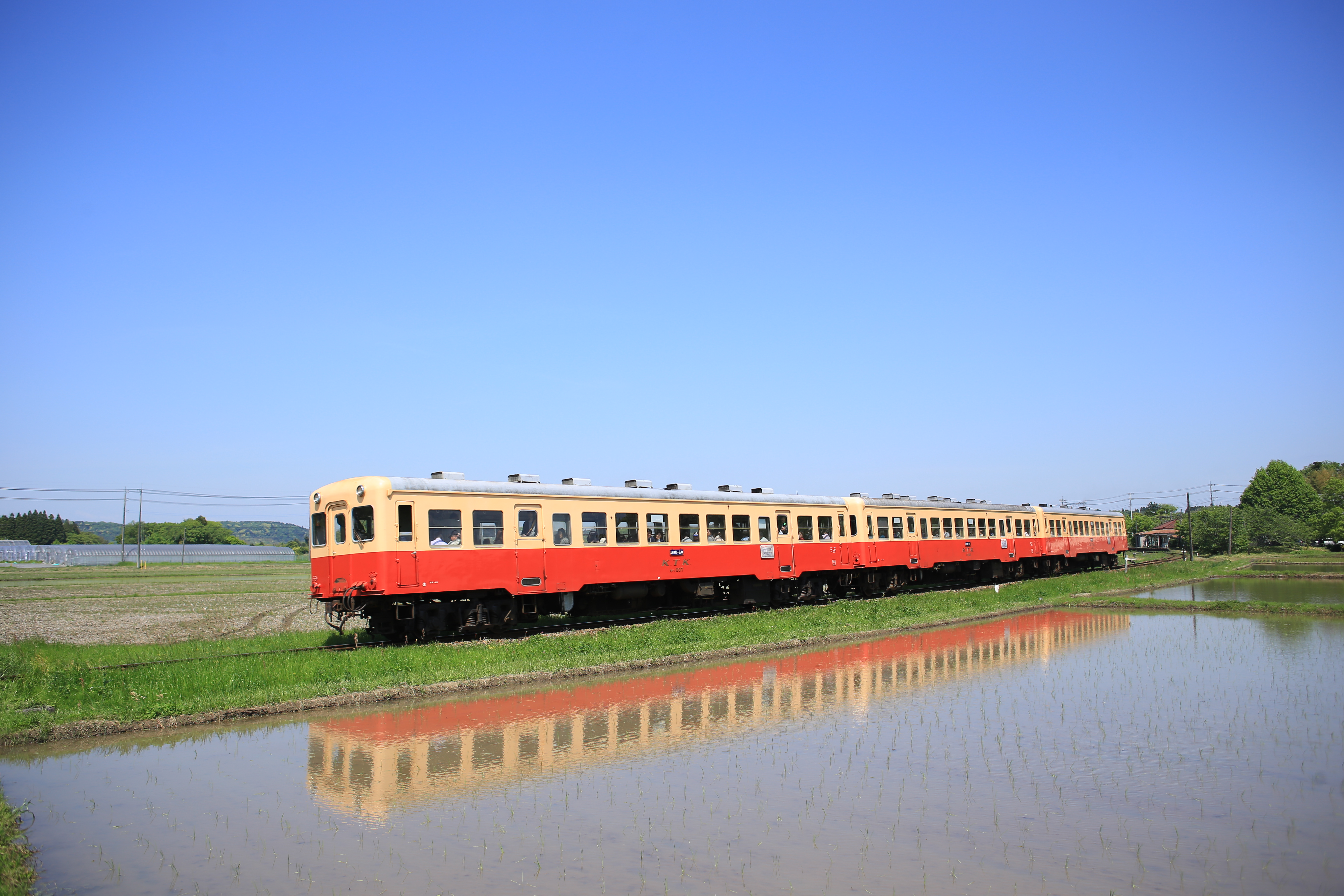
行楽シーズンには3両編成に増車されることがある（2016年4月30日）
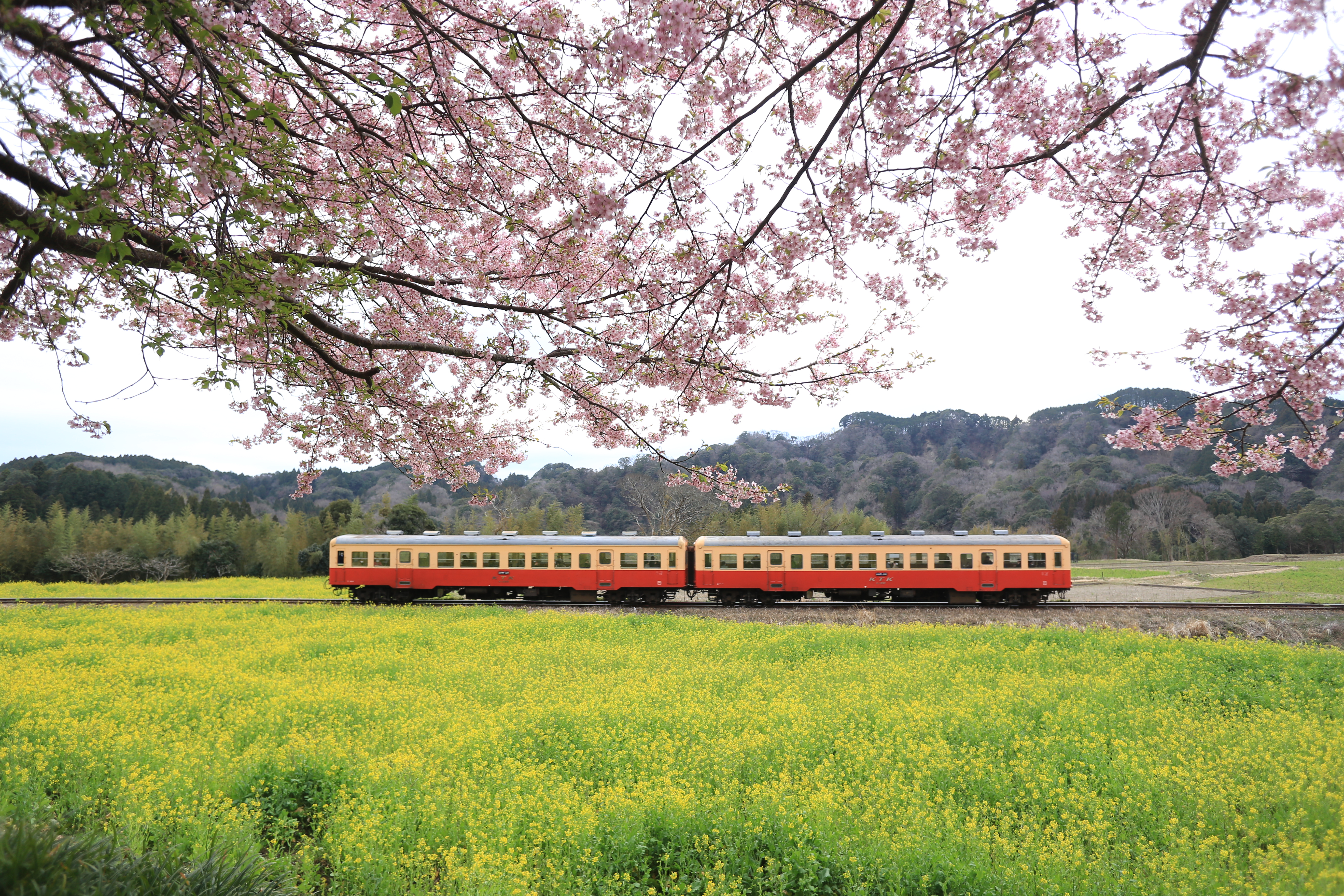
鉄道撮影地として整備された区間も存在する（2020年3月7日 養老渓谷周辺）

### 房総里山トロッコ
2015年11月15日からはトロッコ列車「房総里山トロッコ」（2019年4月までは「里山トロッコ」）が運行されている。蒸気機関車を模したディーゼル機関車が展望車2両を含むトロッコ客車4両を牽引する。当初、上総牛久駅 - 養老渓谷駅間の運行であったが、後に五井駅 - 養老渓谷駅間に運行区間が延長されている。2022年3月時点で、平日の指定運転日には1日1往復、土休日は2往復が設定されている。冬期は運休。予約制で、乗車券のほか600円（2022年4月現在）の整理券が必要。

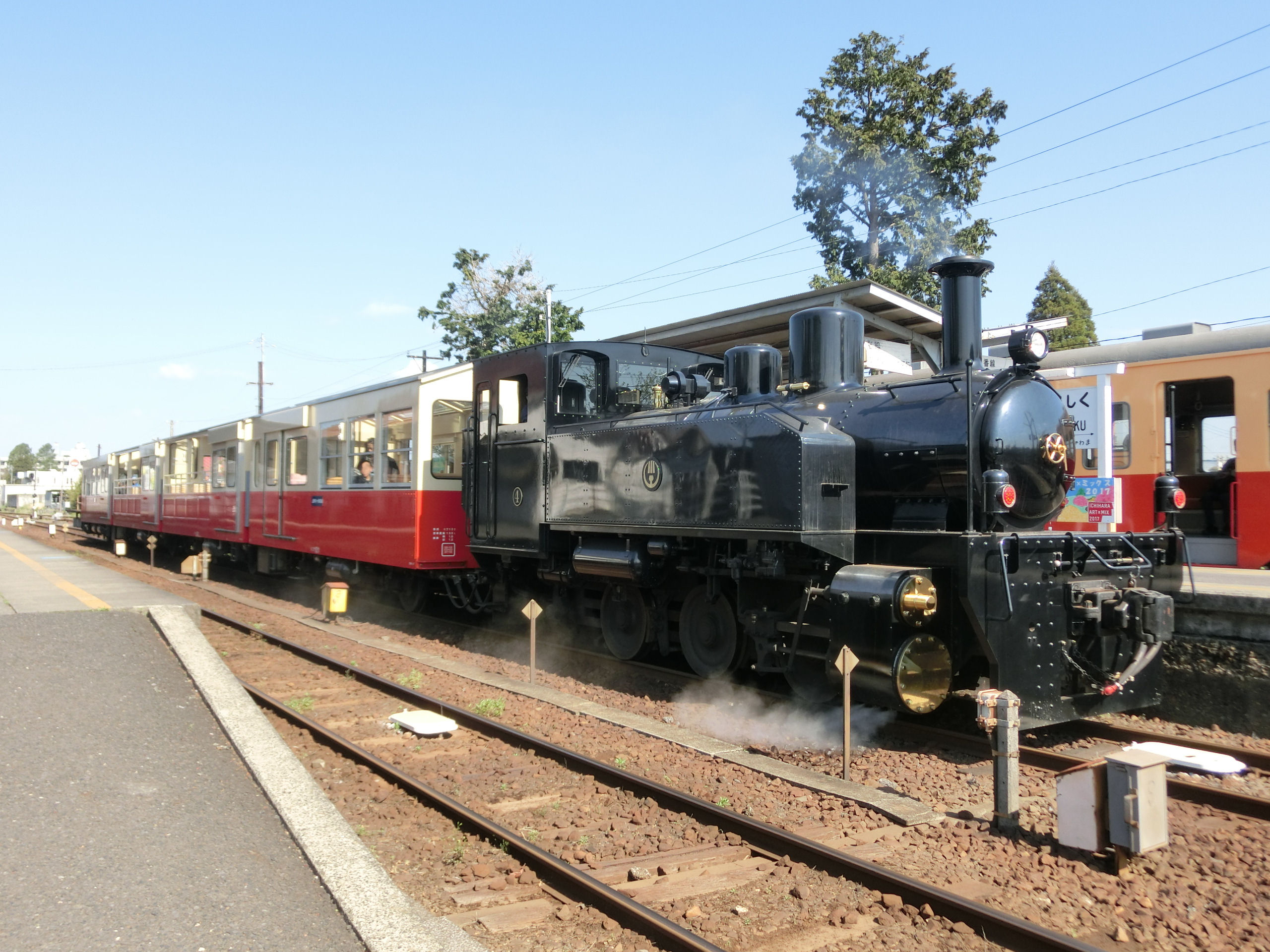
里山トロッコ（2017年4月23日 上総牛久駅）

## 利用状況

### 輸送実績
小湊鉄道線の輸送実績を下表に記す。
表中、輸送人員の単位は万人。輸送人員は年度での値。表中、最高値を赤色で、最高値を記録した年度以降の最低値を青色で、最高値を記録した年度以前の最低値を緑色で表記している。
| 年度別輸送実績     | 年度別輸送実績                  | 年度別輸送実績                  | 年度別輸送実績                  | 年度別輸送実績                  | 年度別輸送実績                  | 年度別輸送実績  | 年度別輸送実績                              |
| 年 度              | 輸送実績（乗車人員）：万人/年度 | 輸送実績（乗車人員）：万人/年度 | 輸送実績（乗車人員）：万人/年度 | 輸送実績（乗車人員）：万人/年度 | 輸送実績（乗車人員）：万人/年度 | 輸送密度 人/1日 | 特 記 事 項                                 |
| ------------------ | ------------------------------- | ------------------------------- | ------------------------------- | ------------------------------- | ------------------------------- | --------------- | ------------------------------------------- |
| 年 度              | 通勤定期                        | 通学定期                        | 通勤通学 定 期 計               | 定 期 外                        | 合 計                           | 輸送密度 人/1日 | 特 記 事 項                                 |
| 1970年（昭和45年） |                                 |                                 | 273.5                           | 117.4                           | 390.9                           |                 |                                             |
| 1971年（昭和46年） |                                 |                                 |                                 |                                 |                                 |                 |                                             |
| 1972年（昭和47年） |                                 |                                 |                                 |                                 |                                 |                 |                                             |
| 1973年（昭和48年） |                                 |                                 |                                 |                                 |                                 |                 | 旅客輸送実績最高値を記録                    |
| 1974年（昭和49年） |                                 |                                 |                                 |                                 |                                 |                 |                                             |
| 1975年（昭和50年） | 131.3                           | 154.0                           | 285.3                           | 125.6                           | 410.9                           | 3,257           |                                             |
| 1976年（昭和51年） | 131.7                           | 144.2                           | 275.9                           | 126.5                           | 402.4                           | 3,188           | 光風台駅開業                                |
| 1977年（昭和52年） | 122.8                           | 136.6                           | 259.4                           | 124.6                           | 384.0                           | 3,053           |                                             |
| 1978年（昭和53年） | 117.5                           | 134.8                           | 252.3                           | 126.7                           | 379.0                           | 3,006           |                                             |
| 1979年（昭和54年） | 111.7                           | 124.1                           | 235.8                           | 122.1                           | 357.9                           | 2,815           |                                             |
| 1980年（昭和55年） | 115.2                           | 121.5                           | 236.7                           | 126.5                           | 363.2                           | 2,872           |                                             |
| 1981年（昭和56年） | 112.1                           | 121.9                           | 234.0                           | 123.0                           | 357.0                           | 2,799           | 運賃改定                                    |
| 1982年（昭和57年） | 109.4                           | 126.1                           | 235.5                           | 123.7                           | 359.2                           | 2,806           | 運賃改定                                    |
| 1983年（昭和58年） | 99.8                            | 110.4                           | 210.2                           | 118.3                           | 328.5                           | 2,578           |                                             |
| 1984年（昭和59年） | 90.8                            | 99.1                            | 189.9                           | 113.8                           | 303.7                           | 2,394           |                                             |
| 1985年（昭和60年） | 83.8                            | 96.3                            | 180.1                           | 110.0                           | 290.1                           | 2,248           | 運賃改定                                    |
| 1986年（昭和61年） | 81.0                            | 102.4                           | 183.4                           | 110.1                           | 293.5                           | 2,290           |                                             |
| 1987年（昭和62年） | 77.3                            | 110.7                           | 188.0                           | 111.1                           | 299.1                           | 2,319           |                                             |
| 1988年（昭和63年） | 78.4                            | 114.3                           | 192.7                           | 114.0                           | 306.7                           | 2,387           |                                             |
| 1989年（平成元年） | 79.3                            | 119.5                           | 198.8                           | 113.3                           | 312.1                           | 2,449           | 運賃改定                                    |
| 1990年（平成2年）  | 83.6                            | 128.9                           | 212.5                           | 115.9                           | 328.4                           | 2,606           |                                             |
| 1991年（平成3年）  | 85.3                            | 130.7                           | 216.0                           | 120.7                           | 336.7                           | 2,716           |                                             |
| 1992年（平成4年）  | 86.2                            | 133.3                           | 219.5                           | 120.9                           | 340.4                           | 2,804           |                                             |
| 1993年（平成5年）  | 83.8                            | 136.5                           | 220.3                           | 120.9                           | 341.2                           | 2,812           |                                             |
| 1994年（平成6年）  | 80.6                            | 136.5                           | 217.1                           | 114.9                           | 332.0                           | 2,747           |                                             |
| 1995年（平成7年）  | 78.0                            | 131.6                           | 209.6                           | 113.2                           | 322.8                           | 2,642           |                                             |
| 1996年（平成8年）  | 73.2                            | 123.3                           | 196.5                           | 110.4                           | 306.9                           | 2,502           |                                             |
| 1997年（平成9年）  | 67.3                            | 112.5                           | 179.8                           | 99.4                            | 279.2                           | 2,308           | 運賃改定                                    |
| 1998年（平成10年） | 62.9                            | 102.6                           | 165.5                           | 90.4                            | 255.9                           | 2,124           | 上総牛久駅 - 上総中野駅間スタフ閉塞式に変更 |
| 1999年（平成11年） | 57.0                            | 93.1                            | 150.1                           | 85.1                            | 235.2                           | 1,953           |                                             |
| 2000年（平成12年） | 52.0                            | 87.4                            | 139.4                           | 82.2                            | 221.6                           | 1,851           |                                             |
| 2001年（平成13年） | 49.0                            | 81.4                            | 130.4                           | 80.0                            | 210.4                           | 1,769           |                                             |
| 2002年（平成14年） | 44.2                            | 75.4                            | 119.6                           | 77.3                            | 196.9                           | 1,640           | 定期運賃改定                                |
| 2003年（平成15年） | 42.4                            | 73.6                            | 116.0                           | 74.1                            | 190.1                           | 1,576           |                                             |
| 2004年（平成16年） | 40.2                            | 61.7                            | 101.9                           | 69.9                            | 171.8                           | 1,445           |                                             |
| 2005年（平成17年） | 39.5                            | 58.1                            | 97.6                            | 68.2                            | 165.8                           | 1,403           |                                             |
| 2006年（平成18年） | 38.3                            | 51.9                            | 90.2                            | 67.2                            | 157.4                           | 1,344           |                                             |
| 2007年（平成19年） |                                 |                                 | 86.3                            | 66.9                            | 153.2                           | 1,312           |                                             |
| 2008年（平成20年） |                                 |                                 | 88.6                            | 65.2                            | 153.8                           |                 |                                             |
| 2009年（平成21年） | 40.0                            | 42.2                            | 82.2                            | 60.1                            | 142.3                           | 1,216           |                                             |
| 2010年（平成22年） |                                 |                                 | 81.2                            | 57.6                            | 138.9                           |                 |                                             |
| 2011年（平成23年） |                                 |                                 | 80.1                            | 54.5                            | 134.6                           |                 |                                             |
| 2012年（平成24年） | 35.3                            | 44.7                            | 80.0                            | 54.1                            | 134.1                           | 1,173           |                                             |
| 2013年（平成25年） | 34.9                            | 42.0                            | 76.9                            | 52.5                            | 129.4                           | 1,142           |                                             |
| 2014年（平成26年） | 33.6                            | 39.2                            | 72.8                            | 52.0                            | 124.8                           | 1,124           |                                             |
| 2015年（平成27年） | 33.1                            | 37.7                            | 70.8                            | 52.0                            | 122.8                           | 1,108           |                                             |
| 2016年（平成28年） | 32.3                            | 39.5                            | 71.8                            | 56.5                            | 128.3                           | 1,171           |                                             |
| 2017年（平成29年） | 31.4                            | 39.6                            | 71.0                            | 53.4                            | 124.4                           | 1,146           |                                             |
| 2018年（平成30年） | 30.9                            | 36.7                            | 67.6                            | 50.7                            | 118.3                           | 1,082           |                                             |
| 2019年（令和元年） | 30.9                            | 32.9                            | 63.8                            | 43.1                            | 106.9                           | 1,073           |                                             |
| 2020年（令和2年）  | 26.8                            | 23.2                            | 50.0                            | 31.6                            | 81.6                            | 745             |                                             |

『鉄道統計年報』（国土交通省鉄道局監修）及び『小湊鉄道株式会社有価証券報告書』より抜粋。

### 営業成績
小湊鉄道線の営業成績を下表に記す。表中、収入の単位は千円。数値は年度での値。表中、最高値を赤色で、最高値を記録した年度以降の最低値を青色で、最高値を記録した年度以前の最低値を緑色で表記している。
| 年度別営業成績     | 年度別営業成績          | 年度別営業成績          | 年度別営業成績          | 年度別営業成績          | 年度別営業成績          | 年度別営業成績          | 年度別営業成績     | 年度別営業成績     | 年度別営業成績     | 年度別営業成績     | 年度別営業成績 |
| 年 度              | 旅客運賃収入：千円/年度 | 旅客運賃収入：千円/年度 | 旅客運賃収入：千円/年度 | 旅客運賃収入：千円/年度 | 旅客運賃収入：千円/年度 | 旅客運賃収入：千円/年度 | 運輸雑収 千円/年度 | 営業収益 千円/年度 | 営業経費 千円/年度 | 営業損益 千円/年度 | 営業 係数      |
| ------------------ | ----------------------- | ----------------------- | ----------------------- | ----------------------- | ----------------------- | ----------------------- | ------------------ | ------------------ | ------------------ | ------------------ | -------------- |
| 年 度              | 通勤定期                | 通学定期                | 通勤通学 定 期 計       | 定 期 外                | 手小荷物                | 合 計                   | 運輸雑収 千円/年度 | 営業収益 千円/年度 | 営業経費 千円/年度 | 営業損益 千円/年度 | 営業 係数      |
| 1975年（昭和50年） |                         |                         | 256,620                 | 241,165                 | 1,053                   | 498,838                 | 30,012             | 528,850            | 558,545            | △29,695            | 105.6          |
| 1976年（昭和51年） |                         |                         | 261,196                 | 258,108                 | 1,360                   | 520,664                 | 33,422             | 554,086            | 566,472            | △12,386            | 102.2          |
| 1977年（昭和52年） |                         |                         | 308,961                 | 303,975                 | 1,724                   | 614,660                 | 35,850             | 650,510            | 653,597            | △3,087             | 100.5          |
| 1978年（昭和53年） |                         |                         | 301,682                 | 316,514                 | 1,735                   | 619,931                 | 45,271             | 665,202            | 714,503            | △49,301            | 107.4          |
| 1979年（昭和54年） |                         |                         | 337,622                 | 356,262                 | 1,679                   | 695,563                 | 51,218             | 746,781            | 754,056            | △7,275             | 101.0          |
| 1980年（昭和55年） |                         |                         | 347,169                 | 377,407                 | 1,490                   | 726,066                 | 57,254             | 783,320            | 792,791            | △9,471             | 101.2          |
| 1981年（昭和56年） |                         |                         | 391,965                 | 418,373                 | 1,355                   | 811,693                 | 61,913             | 873,606            | 878,927            | △5,321             | 100.6          |
| 1982年（昭和57年） |                         |                         | 395,912                 | 422,011                 | 962                     | 818,885                 | 59,668             | 878,553            | 885,738            | △7,185             | 100.8          |
| 1983年（昭和58年） |                         |                         | 400,648                 | 440,159                 | 784                     | 841,591                 | 65,035             | 906,626            | 912,863            | △6,237             | 100.7          |
| 1984年（昭和59年） |                         |                         | 357,262                 | 429,733                 | 443                     | 787,438                 | 68,611             | 856,049            | 919,086            | △63,037            | 107.4          |
| 1985年（昭和60年） |                         |                         | 369,420                 | 452,780                 | 32                      | 822,232                 | 81,417             | 903,649            | 934,377            | △30,728            | 103.4          |
| 1986年（昭和61年） |                         |                         | 369,439                 | 450,396                 | ――                      | 819,835                 | 86,537             | 906,372            | 947,602            | △41,230            | 104.5          |
| 1987年（昭和62年） | 206,240                 | 168,992                 | 375,232                 | 453,517                 | ――                      | 828,749                 | 82,340             | 911,089            | 952,082            | △40,993            | 104.5          |
| 1988年（昭和63年） | 202,512                 | 179,755                 | 382,267                 | 468,565                 | ――                      | 850,832                 | 69,011             | 919,843            | 912,057            | 7,786              | 99.2           |
| 1989年（平成元年） | 212,182                 | 187,071                 | 399,252                 | 471,510                 | ――                      | 870,763                 | 59,960             | 930,723            | 940,553            | △9,830             | 101.1          |
| 1990年（平成2年）  | 221,686                 | 208,214                 | 429,900                 | 491,702                 | ――                      | 921,602                 | 67,031             | 988,633            | 998,246            | △9,613             | 101.0          |
| 1991年（平成3年）  | 228,442                 | 215,733                 | 444,175                 | 513,328                 | ――                      | 957,503                 | 69,295             | 1,026,798          | 1,035,454          | △8,656             | 100.8          |
| 1992年（平成4年）  | 235,358                 | 223,582                 | 458,940                 | 527,559                 | ――                      | 986,499                 | 70,838             | 1,057,337          | 1,063,269          | △5,932             | 100.6          |
| 1993年（平成5年）  | 231,843                 | 234,019                 | 465,862                 | 515,729                 | ――                      | 981,591                 | 73,396             | 1,054,987          | 1,061,134          | △6,147             | 100.6          |
| 1994年（平成6年）  | 216,420                 | 236,964                 | 453,384                 | 498,493                 | ――                      | 951,877                 | 74,495             | 1,026,372          | 1,033,576          | △7,204             | 100.7          |
| 1995年（平成7年）  | 207,005                 | 225,651                 | 432,656                 | 486,053                 | ――                      | 918,709                 | 76,993             | 995,702            | 1,025,775          | △30,073            | 103.0          |
| 1996年（平成8年）  | 194,206                 | 210,597                 | 404,803                 | 476,184                 | ――                      | 880,987                 | 79,904             | 960,891            | 984,348            | △23,457            | 102.4          |
| 1997年（平成9年）  | 187,899                 | 209,162                 | 397,061                 | 475,596                 | ――                      | 872,657                 | 66,208             | 938,865            | 951,017            | △12,152            | 101.3          |
| 1998年（平成10年） | 175,222                 | 199,137                 | 374,359                 | 424,344                 | ――                      | 798,703                 | 82,940             | 881,643            | 889,965            | △8,322             | 100.9          |
| 1999年（平成11年） | 159,299                 | 182,731                 | 342,030                 | 390,903                 | ――                      | 732,933                 | 68,024             | 800,957            | 813,981            | △13,024            | 101.6          |
| 2000年（平成12年） | 141,554                 | 173,229                 | 314,783                 | 374,028                 | ――                      | 688,811                 | 53,863             | 742,674            | 740,600            | 2,074              | 99.7           |
| 2001年（平成13年） | 132,482                 | 161,708                 | 294,190                 | 364,401                 | ――                      | 658,591                 | 51,996             | 710,587            | 709,242            | 1,345              | 99.8           |
| 2002年（平成14年） | 120,655                 | 139,663                 | 260,318                 | 347,350                 | ――                      | 607,668                 | 56,796             | 664,464            | 662,422            | 2,042              | 99.7           |
| 2003年（平成15年） | 114,819                 | 134,259                 | 249,078                 | 334,011                 | ――                      | 583,089                 | 48,137             | 631,226            | 626,337            | 4,889              | 99.2           |
| 2004年（平成16年） | 110,674                 | 113,263                 | 223,937                 | 317,670                 | ――                      | 541,607                 | 54,756             | 596,363            | 581,331            | 15,032             | 97.5           |
| 2005年（平成17年） | 110,075                 | 106,588                 | 216,663                 | 310,978                 | ――                      | 527,641                 | 51,557             | 579,198            | 564,587            | 14,611             | 97.5           |
| 2006年（平成18年） | 107,265                 | 96,525                  | 203,790                 | 306,845                 | ――                      | 510,635                 | 46,471             | 557,106            | 549,867            | 7,239              | 98.7           |
| 2007年（平成19年） |                         |                         | 195,064                 | 310,948                 | ――                      | 506,012                 | 57,119             | 563,132            | 553,123            | 10,008             | 98.2           |
| 2008年（平成20年） |                         |                         | 201,643                 | 305,498                 | ――                      | 507,142                 | 56,285             | 563,427            | 551,716            | 11,711             | 97.9           |
| 2009年（平成21年） | 111,010                 | 75,599                  | 186,609                 | 278,937                 | ――                      | 465,546                 | 51,621             | 517,167            | 512,953            | 4,214              | 99.2           |
| 2010年（平成22年） |                         |                         | 184,511                 | 269,283                 | ――                      | 453,794                 | 52,497             | 506,292            | 501,805            | 4,487              | 99.1           |
| 2011年（平成23年） |                         |                         |                         |                         | ――                      |                         |                    |                    |                    |                    |                |
| 2012年（平成24年） | 97,491                  | 86,724                  | 184,215                 | 261,006                 | ――                      | 445,221                 | 76,272             | 521,493            |                    |                    |                |
| 2013年（平成25年） | 96,669                  | 77,544                  | 174,243                 | 250,794                 | ――                      | 425,037                 | 48,266             | 473,303            |                    |                    |                |

『鉄道統計年報』（国土交通省鉄道局監修）及び『小湊鉄道株式会社有価証券報告書』より抜粋。

### 第二次世界大戦前の輸送収支実績
| 年度別実績 | 年度別実績     | 年度別実績     | 年度別実績     | 年度別実績   | 年度別実績     | 年度別実績       | 年度別実績                        | 年度別実績     | 年度別実績       |
| 年度       | 輸送人員（人） | 貨物量（トン） | 営業収入（円） | 営業費（円） | 営業益金（円） | その他益金（円） | その他損金（円）                  | 支払利子（円） | 政府補助金（円） |
| ---------- | -------------- | -------------- | -------------- | ------------ | -------------- | ---------------- | --------------------------------- | -------------- | ---------------- |
| 1925       | 327,124        | 33,486         | 107,699        | 89,941       | 17,758         |                  | 砂利業665雑損3,536                | 75,554         |                  |
| 1926       | 376,528        | 52,602         | 140,240        | 128,904      | 11,336         | 砂利採取業2,473  | 雑損3,382                         | 105,205        | 211,699          |
| 1927       | 405,058        | 81,124         | 163,342        | 150,887      | 12,455         | 砂利電気4,095    | 雑損442                           | 113,264        | 158,092          |
| 1928       | 456,030        | 79,248         | 169,258        | 191,616      | ▲ 22,358       |                  | 雑損2,646電燈業砂利採取業3,068    | 136,436        | 148,732          |
| 1929       | 434,516        | 54,799         | 158,667        | 202,527      | ▲ 43,860       |                  | 砂利採取業その他9,660雑損2,819    | 137,623        | 207,407          |
| 1930       | 416,322        | 44,164         | 140,967        | 153,839      | ▲ 12,872       |                  | 電気砂利採取業13,581雑損3,054     | 141,298        | 207,974          |
| 1931       | 341,457        | 32,477         | 111,342        | 131,779      | ▲ 20,437       |                  | 砂利電気業6,205雑損131            | 136,898        | 172,540          |
| 1932       | 294,351        | 37,981         | 111,243        | 131,222      | ▲ 19,979       |                  | 砂利及電気業15,828                | 132,645        | 191,074          |
| 1933       | 302,409        | 54,024         | 122,364        | 130,377      | ▲ 8,013        |                  | 雑損償却51,405砂利業その他6,390   | 128,086        | 210,696          |
| 1934       | 303,594        | 46,179         | 113,210        | 118,615      | ▲ 5,405        |                  | 雑損9,883砂利業35,213             | 117,257        | 212,366          |
| 1935       | 293,325        | 33,730         | 107,700        | 108,597      | ▲ 897          |                  | 砂利業その他23,919雑損5,408       | 83,855         | 112,762          |
| 1936       | 293,566        | 29,368         | 104,795        | 92,470       | 12,325         |                  | 電燈自動車業4,137雑損償却金54,689 | 24,629         | 81,136           |
| 1937       | 353,173        | 24,843         | 118,294        | 101,465      | 16,829         | 砂利電気業20,128 | 雑損償却金70,001                  | 24,178         | 53,467           |
| 1939       | 481,652        | 39,367         |                |              |                |                  |                                   |                |                  |
| 1941       | 734,954        | 60,054         |                |              |                |                  |                                   |                |                  |
| 1943       | 1,226,659      | 70,703         |                |              |                |                  |                                   |                |                  |
| 1945       | 2,182,378      | 50,568         |                |              |                |                  |                                   |                |                  |

- 『鉄道統計資料』『鉄道統計』『国有鉄道陸運統計』各年度版による。

## 駅一覧
- 停車駅
  - 普通… 全駅に停車。
  - 里山トロッコ… ●印の駅に停車、｜印の駅は通過。
- 線路（全線単線） … ◇：列車交換可、｜：列車交換不可。
- 全駅が千葉県内に所在。

| 駅名         | 駅間 キロ | 累計 キロ | 里山トロッコ | 接続路線               | 線路 | 所在地         |
| ------------ | --------- | --------- | ------------ | ---------------------- | ---- | -------------- |
| 五井駅       | -         | 0.0       | ●            | 東日本旅客鉄道：内房線 | ◇    | 市原市         |
| 上総村上駅   | 2.5       | 2.5       | ｜           |                        | ◇    | 市原市         |
| 海士有木駅   | 2.9       | 5.4       | ｜           |                        | ◇    | 市原市         |
| 上総三又駅   | 1.8       | 7.2       | ｜           |                        | ｜   | 市原市         |
| 上総山田駅   | 1.4       | 8.6       | ｜           |                        | ◇    | 市原市         |
| 光風台駅     | 2.0       | 10.6      | ｜           |                        | ◇    | 市原市         |
| 馬立駅       | 1.8       | 12.4      | ｜           |                        | ◇    | 市原市         |
| 上総牛久駅   | 4.0       | 16.4      | ●            |                        | ◇    | 市原市         |
| 上総川間駅   | 2.1       | 18.5      | ｜           |                        | ｜   | 市原市         |
| 上総鶴舞駅   | 1.5       | 20.0      | ｜           |                        | ｜   | 市原市         |
| 上総久保駅   | 2.0       | 22.0      | ｜           |                        | ｜   | 市原市         |
| 高滝駅       | 1.8       | 23.8      | ●            |                        | ｜   | 市原市         |
| 里見駅       | 1.9       | 25.7      | ●            |                        | ◇    | 市原市         |
| 飯給駅       | 1.8       | 27.5      | ｜           |                        | ｜   | 市原市         |
| 月崎駅       | 2.3       | 29.8      | ●            |                        | ｜   | 市原市         |
| 上総大久保駅 | 2.5       | 32.3      | ｜           |                        | ｜   | 市原市         |
| 養老渓谷駅   | 2.6       | 34.9      | ●            |                        | ｜   | 市原市         |
| 上総中野駅   | 4.2       | 39.1      |              | いすみ鉄道：いすみ線   | ｜   | 夷隅郡大多喜町 |

### 廃駅
- 西広駅（上総村上駅 - 海士有木駅間、1939年開業、1944年廃止）
- 二日市場駅（上総山田駅 - 光風台駅間、1939年開業、1944年廃止）
- 佐是駅（馬立駅 - 上総牛久駅間、1939年開業、1944年廃止）

## 新駅構想
五井駅 - 上総村上駅間の市原インターチェンジ付近と、上総村上駅 - 海士有木駅間の国分寺台地区に新駅を設置する構想がある。